# Суровой, Никита Михайлович
Никита Михайлович Суровой (21 сентября 1905, Жерлово-Григорьево, Тульская губерния — 1960, Москва) — советский хозяйственный, государственный и политический деятель.

## Биография
Родился 21 сентября 1905 в Жерлово-Григорьево (ныне — в Чернском районе, Тульская область). Член ВКП(б).
Закончил Московский институт стали им. И. В. Сталина по специальности «Ковка — штамповка». С 1930 года — на хозяйственной, общественной и политической работе. Защитил кандидатскую диссертацию, работал доцентом на кафедре ковки-штамповки МИС. В 1938-39 гг. — директор Московского института стали. В 1939 г. переведен на партийную работу: первый секретарь Ленинского районного комитета ВКП(б) Москвы, заместитель председателя Моссовета, Мособлсовета. В начале 50-х гг. вернулся в МИС, работал доцентом кафедры ковки-штамповки. С 1957 г. по 1960 г. работал директором Московского вечернего металлургического института. Избирался депутатом Верховного Совета РСФСР 2-го созыва.
Умер в 1960 году в Москве. Похоронен на Новодевичьем кладбище.